# ライオス・システム
株式会社ライオス・システムは、かつて横浜市戸塚区に存在した、日本IBMとリコーの共同出資によるコンピュータ機器製造の合弁会社。

## 概要
1990年（平成2年）4月2日にパソコンソフトや事務機器を開発・製造する会社として設立され、IBMなどへノートパソコンを供給していたが、1999年（平成11年）3月31日に解散した。事業はリコーおよびその関連会社が引き継いだ。

## 製品
IBMや日本メーカーの各ブランドで発売された小型ノートPCの開発設計を行っており、以下の製品が日本IBMから発売された。
- ThinkPad 220
- ThinkPad 230
- ThinkPad 235（チャンドラ2）
- Palm Top PC 110

いずれも、単3型乾電池またはビデオカメラ用リチウムバッテリーなど汎用バッテリーの使用が可能であった。